# 切雷皮夫斯凯
47°50′53″N 35°24′39″E / 47.84806°N 35.41083°E
切雷皮夫斯凱（烏克蘭語：Черепівське）是位於烏克蘭東南部的村莊，由扎波羅熱州扎波羅熱区的斯泰普內市鎮負責管轄。該村處於莫克拉莫斯科夫卡河左岸，始建於1878年，面積1.2平方公里，海拔高度74米，2001年人口31。